# Félix Torres Rodríguez
Félix Ricardo Torres Rodríguez (Asunción, Paraguay, 28 de abril de 1964) es un exfutbolista y exentrenador paraguayo que jugaba de delantero. Fue internacional con la selección de Paraguay. Actualmente es presidente del Club Silvio Pettirossi de la Tercera División de Paraguay.

## Trayectoria
Formado desde infantiles en las categorías inferiores de Club Nacional. En el año 1981 integró la selección de Paraguay juvenil en una liguilla que se disputó en México. Tras debutar con el Nacional fue cedido a préstamo al Sol de América para jugar la Copa Libertadores.
En 1983 fichó por el Hércules Club de Fútbol de la ciudad de Alicante. En la temporada 1983/84 con el Hércules jugó 27 partidos en Segunda división logrando 7 goles y consiguiendo el ascenso a Primera. En la temporada 1984/85 se marchó cedido al Club de Fútbol Lorca Deportiva que acababa de ascender a Segunda división. En el Lorca Deportiva jugó 5 partidos de liga, y en diciembre de 1984 abandonó el club y se regresó a su país. Desde entonces emprendió una carrera amplia por diferentes clubes, convirtiéndose en internacional absoluto y logrando varias ligas de Paraguay. Se retiró con 38 años en el Nacional.
Comenzó una trayectoria como entrenador tras su retirada como futbolista. Entrenó entre otros a Nacional, Sol de América o 12 de Octubre.

## Clubes

### Como jugador
| Club                    | País      | Año       |
| ----------------------- | --------- | --------- |
| Nacional                | Paraguay  | 1981-1983 |
| Sol de América          | Paraguay  | 1982      |
| Hércules                | España    | 1983-1984 |
| Lorca Deportiva         | España    | 1984      |
| Nacional                | Paraguay  | 1985      |
| Sol de América          | Paraguay  | 1986-1987 |
| Tigres                  | México    | 1987-1988 |
| Deportivo Mandiyú       | Argentina | 1989-1991 |
| Estudiantes de La Plata | Argentina | 1991      |
| Racing Club             | Argentina | 1992      |
| Platense                | Argentina | 1993      |
| Deportivo Morón         | Argentina | 1994      |
| Deportes La Serena      | Chile     | 1994-1995 |
| Olimpia                 | Paraguay  | 1996-2001 |
| Nacional                | Paraguay  | 2002      |

### Como entrenador
| Club                    | País     | Año       |
| ----------------------- | -------- | --------- |
| Nacional                | Paraguay | 2003      |
| 12 de Octubre           | Paraguay | 2004      |
| Sol de América          | Paraguay | 2005      |
| Silvio Pettirossi       | Paraguay | 2006-2007 |
| Olimpia                 | Paraguay | 2007      |
| Sportivo San Lorenzo    | Paraguay | 2008      |
| Deportivo Santaní       | Paraguay | 2010      |
| Deportivo Capiatá       | Paraguay | 2010      |
| Club Sportivo 2 de Mayo | Paraguay | 2011      |
| Fernando de la Mora     | Paraguay | 2012      |
| Club 2 de Mayo          | Paraguay | 2013      |
| Sportivo Carapegua      | Paraguay | 2014      |
| Silvio Pettirossi       | Paraguay | 2015      |

## Palmarés

### Como jugador
| Título           | Club           | País     | Año  |
| ---------------- | -------------- | -------- | ---- |
| Primera División | Sol de América | Paraguay | 1986 |
| Primera División | Olimpia        | Paraguay | 1998 |
| Primera División | Olimpia        | Paraguay | 1999 |
| Primera División | Olimpia        | Paraguay | 2000 |